# Salasco
Salasco là một đô thị ở tỉnh Vercelli trong vùng Piedmont thuộc Ý, có cự ly khoảng 50 km về phía đông bắc của Torino và khoảng 12 km về phía tây của Vercelli. Tại thời điểm ngày 31 tháng 12 năm 2004, đô thị này có dân số 240 người và diện tích là 12,1 km².
Đô thị Salasco có các frazione (đơn vị cấp dưới, chủ yếu là làng) Selve..
Salasco giáp các đô thị: Crova, Lignana, Sali Vercellese, San Germano Vercellese, và Vercelli.
Selve, together with the nearby Tenuta Veneria (comune of Lignana), was a filming location for Bitter Rice, a 1949 movie starring Silvana Mangano và Vittorio Gassman.